# Цілуйкове
Ці́луйкове — село в Україні, у Білокуракинській селищній громаді Сватівського району Луганської області.

## Географія
Площа села 641 га. Село розташовується в закруті долини річки Козинка, лівої притоки річки Біла (басейн Сіверського Дінця). Село захищене від північних степових вітрів високими крейдяними схилами річки. В заплаві річки ростуть верби, терники.

## Назва
За офіційною легендою, яку поширювала московська адміністрація, назву селу нібито дала російська імператриця Катерина II. Під час подорожі до завойованого Криму вона зупинялась в цих місцях і була свідком романтичного епізоду, за що і дала назву місцевому поселенню Поцелуі.

## Історія
На початку XVIII століття, після азовських походів Петра I ці землі були віддані князю Куракіну. Його син Олександр Куракін у період 1730—1765 років активно розвивав економіку краю: розводив на цих землях овець та велику рогату худобу, заради заселення спустошених придушенням повстання Булавіна земель давав притулок кріпакам-утікачам з України та Росії, козакам з Чернігівської, Київської та Полтавської губерній. Великий хутір заснований у 1749 році. Люди сіяли хліб, займалися рибальством, полюванням, бджільництвом.
Під час Національно-визвольних змагань 1917—1920 років селяни брали активну участь у боротьбі як на боці Червоної армії, так і в анархістських загонах Нестора Махна. Створено першу сільську раду, головою якої було обрано Фокія Оселедька. На середині 1920-х років багато бідних селянських сімей об'єднувалися в артілі по 5—7 родин. Така форма господарювання доказала свою ефективність. Але політика уряду була спрямована на утворення великих колективних господарств, тож 1929 року була організована артіль імені Шевченка, а в 1930 році колгоспи «Галицького» (пізніше перейменованого на колгосп «Правда») і «Комінтерн», які об'єднали в один імені Мічуріна під головуванням Сухоставського Т. А. Утворено тракторну бригаду Стрільцова Стефана Володимировича.
Під час Голодомору 1932—1933 років за архівними даними в селі загинуло 87 осіб.
Під час німецько-радянської війни село було окуповане німецько-італійськими військами з липня 1942 по січень 1943 року.
Село у 1947 році перейменоване на Цілуйкове.

## Населення
Населення села становить 406 осіб, 129 дворів.
1804 року в селі по правому березі річки Козинки налічувалось 54 двори, на хуторі Єремишин, по лівому березі річки — 25 дворів.1885 року на колишньому державному хуторі Олексіївської волості Старобільського повіту Харківської губернії проживало 905 осіб, було 142 дворових господарства. У 1914 році в селі проживало 1677 осіб.

## Вулиці
У селі існують вулиці: Вишнева, Відрадна, Лісова, Малинова, Садова, Степова; провулки Молодіжний, Сонячний.

## Економіка
У часи Російської імперії положення вільних державних селян було тяжким: вони платили великі податки, головною тягловою силою були воли й коні, землю обробляли плугами та дерев'яними боронами, а врожаїв ледве вистачало до весни, тому й жили здебільшого бідно.
На розпайованих сільськогосподарських угіддях господарює СТОВ Агрофірма Зоря, близько 290 працюючих. Спеціалізується на вирощуванні м'яса, зернових та технічних культур, виготовленні сумішей для годівлі тварин, вовни.

## Транспорт
Село розташоване за 15 км від районного центру і за 17 км від залізничної станції Білокуракине на лінії Валуйки — Кіндрашівська-Нова. З районним центром і зі станцією пов'язане автошляхами.

## Культура
У період 1965—1970 років в селі було збудовано новий сільський клуб (в 2000-х роках було відремонтовано, перекрито дах), магазин, дитячий садок, дорогу з твердим покриттям. Створено багато робочих місць на молочно-тваринницьких фермах.
У селі створена музейна кімната історії та побуту села. Працює фельдшерсько-акушерський пункт. Станом на 2012 рік Цілуйчанська початкова загальноосвітня школа має 2 початкових класи в яких вчиться 6 дітей, директор Косенко Світлана Вікторівна.

## Пам'ятники
У селі споруджено пам'ятник загиблим односельцям у німецько-радянській війні.

## Церква
У 1901—1903 роках в селі споруджено цегляний Свято-Іллінський храм та прибудову до нього, відкрито церковно-парафіяльну початкову школу. Храм довгий час перебував у занедбаному стані, але за сприяння місцевого мецената, колишнього народного депутата Верховної Ради України Миколи Михайловича Гапочки відбудовується. Станом на 2016 рік настоятелем храму служить ієрей Роман Карцев.